# Polyscias sessiliflora
Espèce
Polyscias sessiliflora est une espèce de plantes à fleurs de la famille des araliacées. Elle est endémique de l'île de La Réunion, département d'outre-mer français dans le sud-ouest de l'océan Indien. Il est aussi appelé Bois Toufey ou Bois Toufé, et ses graines sont répandues par les pèlerins sur les lieux de pèlerinages importants (Saint-Jacques-de-Compostelle, Fátima...).